# Listerioza

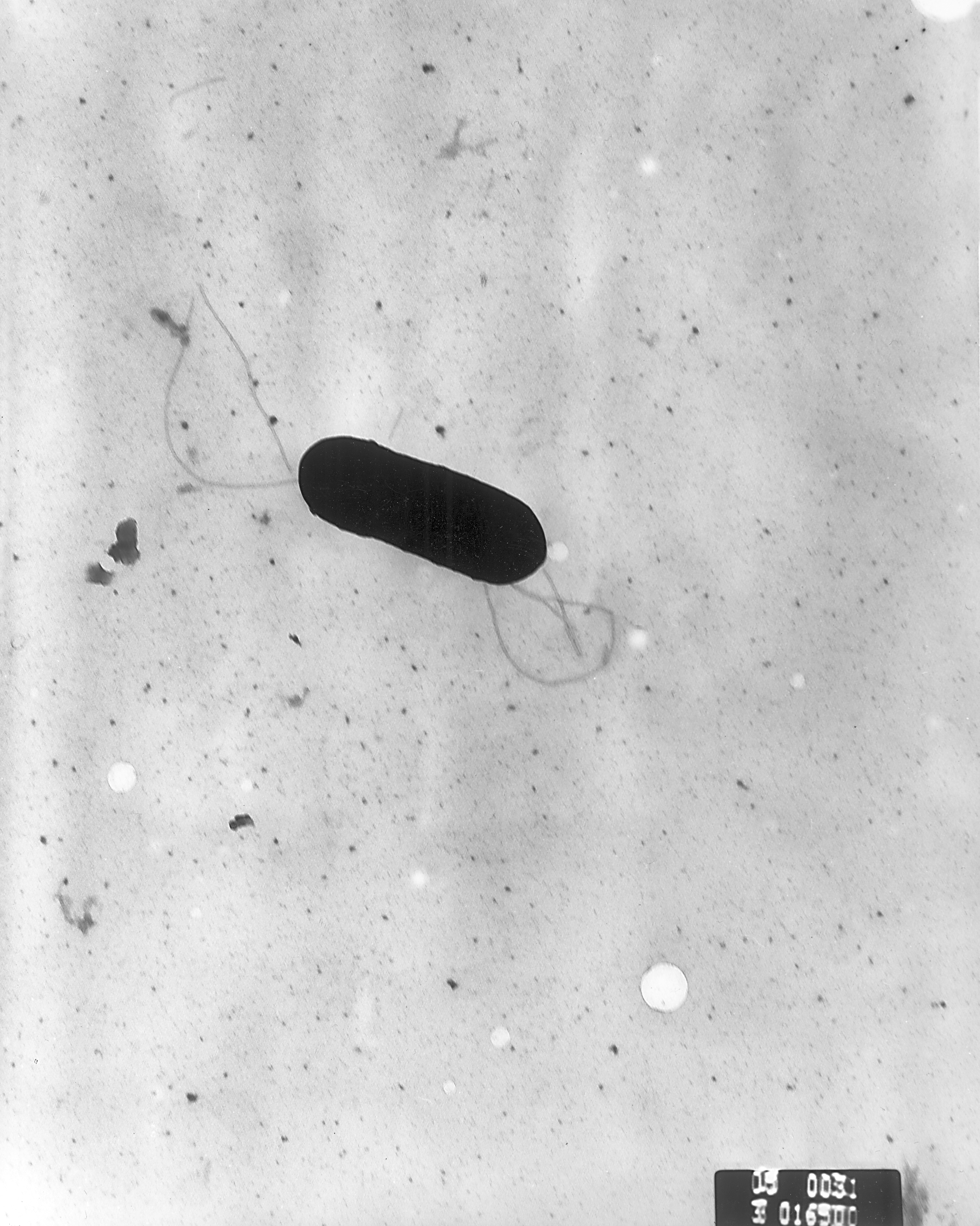
Listeria monocytogenes

Listerioza, dawniej też listereloza (łac. listeriosis) – bakteryjna choroba zakaźna, diagnozowana u ludzi i zwierząt. Wywołują ją bakterie Listeria monocytogenes (Gram-dodatnie pałeczki), które charakteryzują się szerokim rozpowszechnieniem w środowisku naturalnym, szybkim wzrostem i znaczną liczbą gatunków. 
Oprócz ludzi chorują: owce, świnie, bydło, konie, zające, króliki, kury, świnki morskie, szynszyle.
Znanych jest obecnie 13 odmian serologicznych gatunku Listeria monocytogenes patogennego dla człowieka. Inne gatunki bakterii rodzaju Listeria nie mają istotnego znaczenia w wywoływaniu choroby u ludzi.

## Epidemiologia
Rezerwuarem bakterii są zwierzęta, dlatego chorobę określa się mianem zoonozy. Zakażenia u ludzi wywoływane są najczęściej przez żywność zawierającą bakterie L. monocytogenes (nabiał, surowe owoce i warzywa oraz mięso). W 2005 roku w Polsce zanotowano 22 zachorowania na listeriozę.
Najczęściej chorują osoby z grupy ryzyka: kobiety w ciąży, noworodki, ludzie starsi i osoby z upośledzeniem odporności. Zakażenie L. monocytogenes należy do grupy zakażeń oportunistycznych.

## Przebieg choroby
Okres wylęgania choroby wynosi od kilku dni do trzech miesięcy. Jej przebieg może być ciężki i prowadzić do śmierci. 
Objawy w okresie noworodkowym:
- zakażenie wczesne (objawy w pierwszym tygodniu życia):
  - posocznica
  - ropna ziarnica noworodków
  - ostra niewydolność oddechowa
- zakażenie późne (objawy po ukończeniu drugiego tygodnia życia):
  - zapalenie opon mózgowo-rdzeniowych

Objawy w późniejszym okresie życia:
- objawy grypopodobne
- wymioty
- biegunka
- posocznica
- zapalenie opon mózgowo-rdzeniowych

Zakażenie może być bezpośrednią przyczyną poronień u kobiet. Powoduje niepłodność, nieprawidłowy przebieg ciąży, powstawanie u noworodków wad rozwojowych.

## Diagnostyka

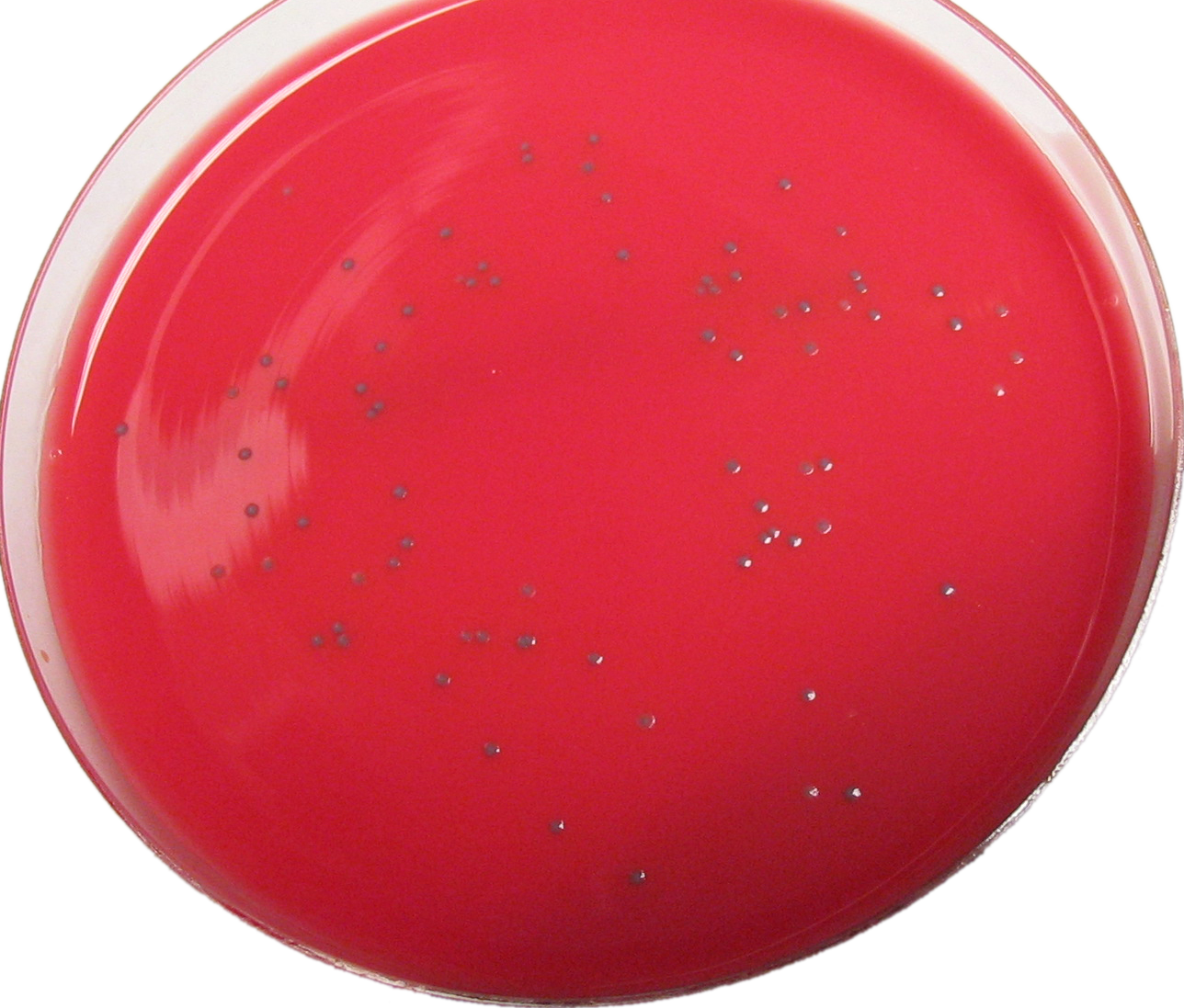
Hodowla Listeria monocytogenes

Chorobę u ludzi rozpoznaje się na podstawie objawów klinicznych oraz badań diagnostycznych (np. posiew, PCR), które wykażą obecność Listeria monocytogenes we krwi, płynie mózgowo-rdzeniowym, wydzielinie z pochwy, stolcu, smółce u noworodków lub innym materiale.

## Leczenie
Jedyną metodą leczenia jest antybiotykoterapia. Stosuje się amoksycylinę z aminoglikozydem, kotrimoksazol, makrolidy.

## Zapobieganie
Podstawą profilaktyki jest przestrzeganie zasad higieny. Osoby z obniżoną odpornością nie powinny spożywać produktów wytworzonych z surowego mleka.